# H-Bomb
H-Bomb est un groupe de heavy metal et power metal français, originaire de Draveil, dans l'Essonne. Le groupe est formé en 1982 et séparé en 1986.

## Biographie

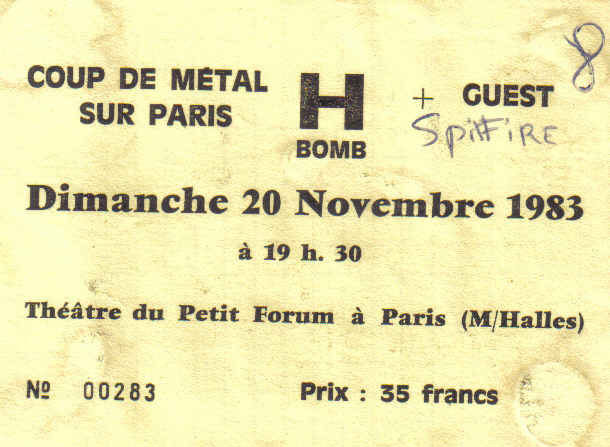
H-Bomb 1983-11, place de concert.

En 1981, le guitariste Armando Fereirra et le bassiste Philippe Garcia quittent le groupe Cyanure pour former ce qui deviendra H-Bomb en 1982. Le groupe est formé à Draveil, dans l'Essonne. Malgré une carrière très courte (quatre ans), avec seulement deux albums et quelques EP, il est l'un des précurseurs du speed metal français. H-Bomb effectue la première partie de Def Leppard lors d'un concert à Melun, en Seine-et-Marne. Les premières retombées média sont favorables.
En 1983, ils publient leur premier album studio, intitulé Coup de metal. Leur deuxième album studio, Attaque, est publié la même année.

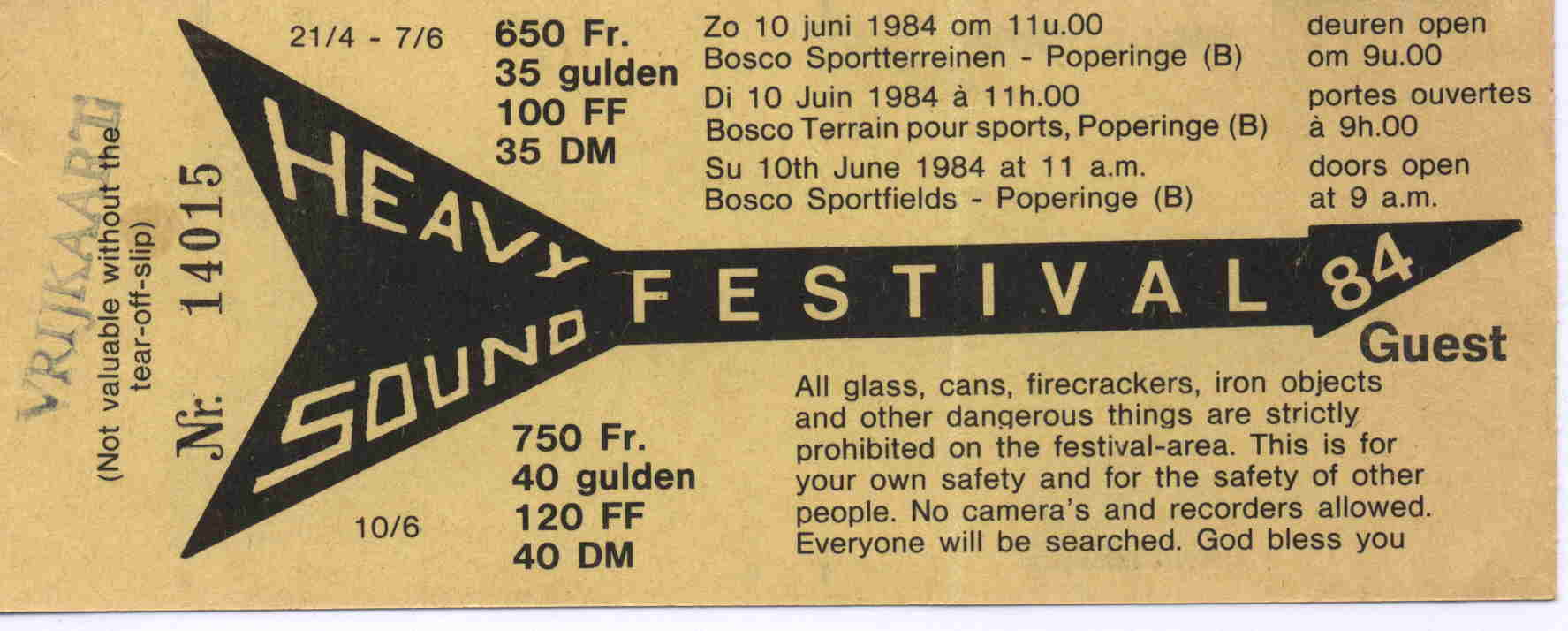
H-Bomb 1984-06, place de concert.

H-Bomb participe le 9 juin 1984 au 1er festival de hard rock français aux côtés de Blasphème, Fisc, Attentat Rock, Hooligan, Vulcain et d'autres. Le jour suivant, il se produit en Belgique, à Poperinge, pour le Heavy Sound Festival, aux côtés de Metallica, Motörhead, Twisted Sister, Lita Ford et Manowar.
Après la séparation du groupe en 1986, seul Philty crée un nouveau line-up sous le nom de Sexy Dolls.

## Membres

### Derniers membres
- Philippe Garcia – basse (1982-1986)
- Gérard Michel – batterie (1982-1986)
- Armando Ferreira – guitare (1982-1986)
- Paul Ferreira – guitare (1984-1986)
- Patrick Diamond – chant (1985-1986)

### Anciens membres
- Christian Martin – guitare (1982-1984)
- Didier Izard – chant (1982-1985)

## Discographie
- 1983 : Coup de metal
- 1984 : Attaque